# Línguas ticuna-yuri
As línguas Ticuna-Yuri  formam uma família de línguas ameríndias faladas no Brasil, no Peru e na Colômbia.

## Línguas
As línguas da família Ticuna-Yuri:
- Ticuna (Tikuna)
- Yuri (Juri)
- Carabayo (Caraballo, Carabalho)